# Berliner Kabarett Anstalt

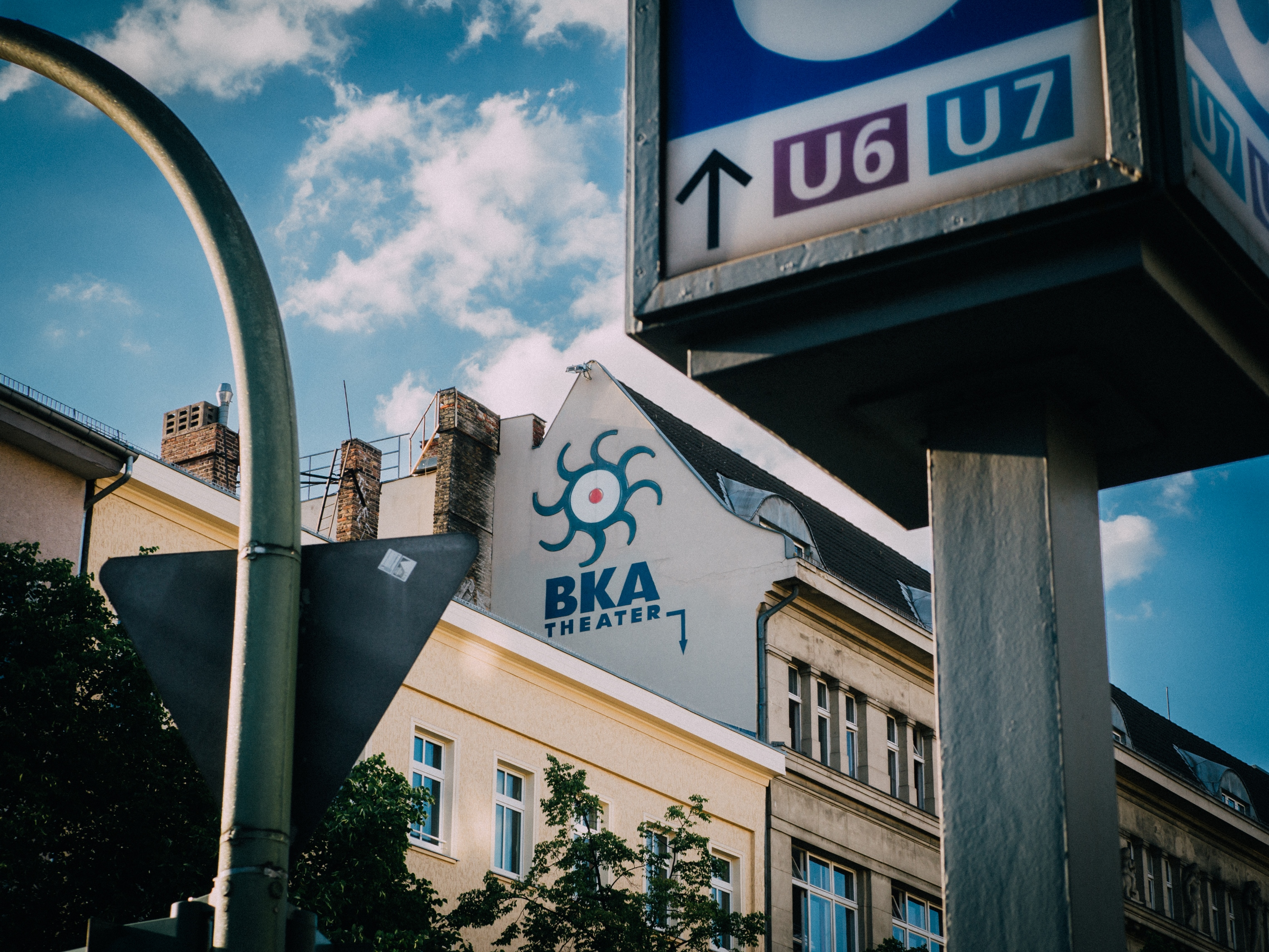
Das BKA Theater am Mehringdamm in Berlin-Kreuzberg

Die Berliner Kabarett Anstalt (kurz: BKA Theater) ist ein privates Kabarett-Theater im Berliner Ortsteil Kreuzberg (Bezirk Friedrichshain-Kreuzberg). Seit 1988 präsentiert es am Mehringdamm 34 Künstler aus den Bereichen Musik, Musical, Kabarett, Comedy, Chanson und Travestie.

## Geschichte
Jürgen Müller und Rainer Rubbert, zwei ehemalige Mitglieder der überregional bekannten Kabarettgruppe CaDeWe (Cabaret des Westens), starteten die Berliner Kabarett Anstalt in den 1980er Jahren in einem Zelt am Mariannenplatz in Kreuzberg unter dem Namen Die Enterbten. Im April 1988 bezog das Ensemble parallel dazu die Räume der ehemaligen Jugenddiskothek Dachluke am Mehringdamm 34. In diesem 1913 von Daniel Ehrenfried erbauten Geschäftshaus befand sich nach dem Ersten Weltkrieg das Stammgeschäft des Kaufhaus Jonaß und von 1948 bis 1952 der Firmensitz der Firma Telefunken.

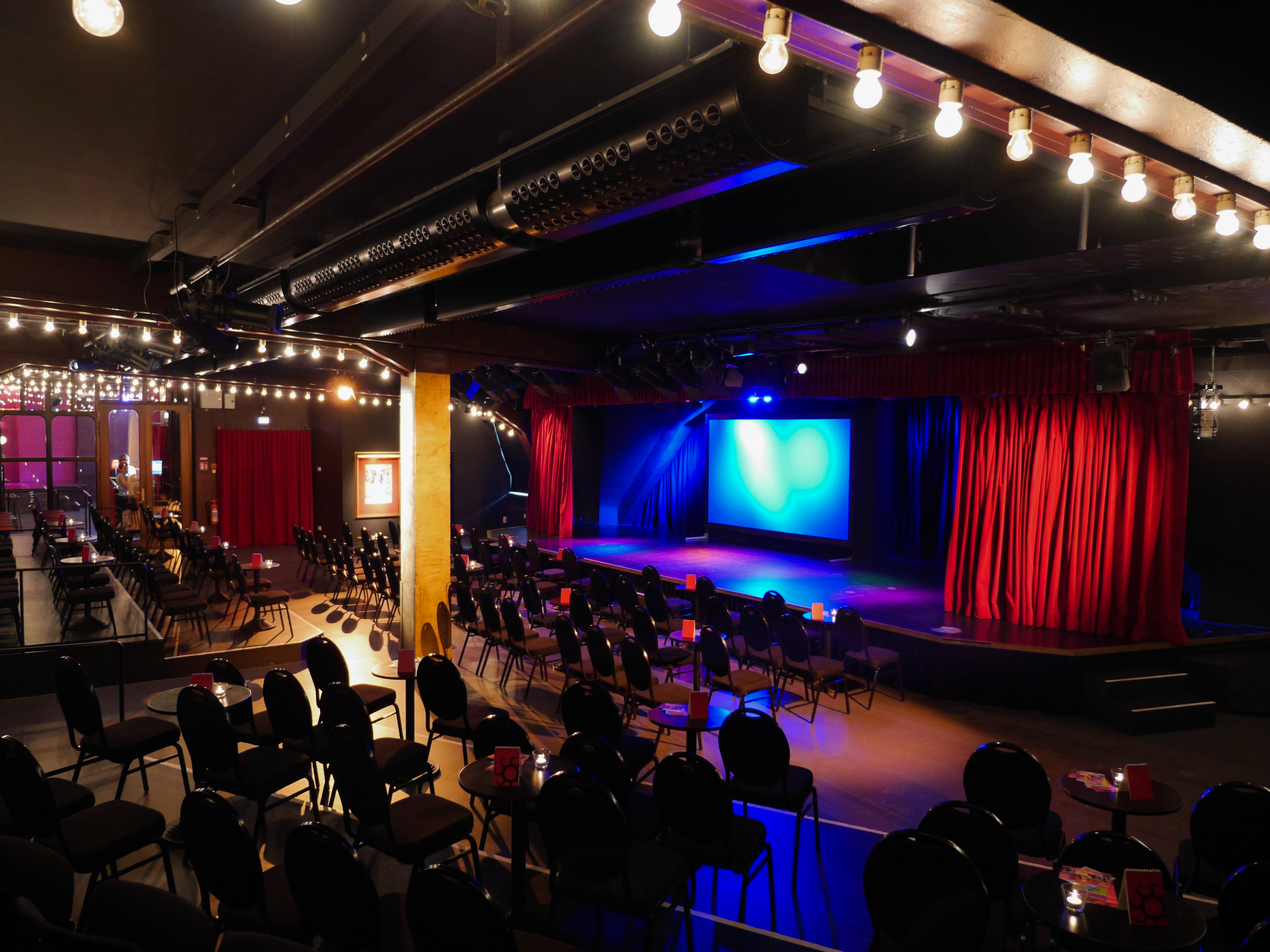
Innenansicht des Theaters

Das BKA-Zelt wechselte häufig seinen Standort und befand sich von 1991 bis 1998 im Kulturforum am Potsdamer Platz. Zu den dort auftretenden Stammkünstlern zählten beispielsweise Tim Fischer, Sissi Perlinger und Helge Schneider, der hier 1993 sein Programm Guten Tach Auf Wiedersehen! spielte, während er in einem Wohnwagen am benachbarten Potsdamer Platz wohnte. Im April 1998 wurde das BKA-Zelt geräumt und eröffnete im Sommer neu auf dem Schloßplatz unter dem neuen Namen Luftschloß. Zu den Stammkünstlern hier zählten Josef Hader, Nina Hagen, Désirée Nick, Stermann & Grissemann, Ades Zabel und Tim Fischer. Im Sommer 2004 zog das Luftschloß zum Ostbahnhof um, die Betreiber mussten jedoch am 18. Oktober 2004 Insolvenz anmelden.
Im BKA-Theater am Mehringdamm nahmen die anfänglichen Eigenproduktionen mit der Zeit zugunsten von Gastspielen von Künstlern wie Susanne Betancor, Georgette Dee und Michael Mittermeier ab. Das Berliner Duo Rosenstolz präsentierte hier 1991 seine erste CD und Künstler wie Erwin Grosche oder Die angefahrenen Schulkinder standen hier wiederholt auf der Bühne. Stammkünstler, die regelmäßig ihre neuesten Produktionen im BKA-Theater präsentieren, sind unter anderem Ades Zabel, Bob Schneider und Biggy van Blond.
Im Januar 2005 wurde die Theaterexperten gGmbH als Betreiberfirma des Theaters am Mehringdamm neu gegründet, das BKA-Zelt bzw. Luftschloß blieb geschlossen. Im August 2013 feierte das BKA-Theater am Mehringdamm 25-jähriges Jubiläum.

## Künstler (Auswahl)
- Josef Hader
- Alfred Dorfer
- Stermann & Grissemann
- Tim Fischer
- Ades Zabel
- Weber-Beckmann
- Popette Betancor
- Wladimir Kaminer
- Erwin Grosche
- Pigor & Eichhorn
- Horst Evers
- Benedikt Eichhorn
- Jockel Tschiersch
- Jochen Malmsheimer
- Denis Fischer
- maschek
- Cora Frost
- Jurassica Parka
- Roman Shamov